# Hohentreswitz
Hohentreswitz ist ein Ortsteil der Stadt Pfreimd im Landkreis Schwandorf.

## Geografie
Hohentreswitz liegt etwa 30 Kilometer westlich der Landesgrenze zu Tschechien im mittleren Oberpfälzer Wald, rund fünf Kilometer östlich der Stadt Pfreimd auf einer Höhe von 530 Metern. Der Ort ist über die Kreisstraße SAD 34 zu erreichen.

## Geschichte

### Siedlung Hohentreswitz
Slawische Ortsnamen wie Gleiritsch, Hohentreswitz, Söllitz, Köttlitz oder Trefnitz belegen eine frühe Besiedlung der Gegend um den Kulm. Aus dem Osten einsickernde slawische Siedler trafen auf aus dem Süden nordwärts vordringende Bajuwaren. In einer weiteren Siedlungsphase, dessen Schwerpunkt im 10. Und 11. Jahrhundert lag, entstanden eine Reihe von „dorf“-Orten wie Pamsendorf, Fuchsendorf, Pischdorf oder Altendorf, denen „richt“-Orte und „ried“-Orte wie Trichenricht, Lampenricht oder Zeinried folgten.

### Hofmark Hohentreswitz
Da in den historischen Quellen keine klare Zuordnung von Hohentreswitz, Altentreswitz und Burgtreswitz, letztere im ehemaligen Altlandkreis Vohenstrauß gelegen, möglich ist, kann als erster Besitzer von „Dreswitz auf der Höch“ am 15. März 1464 Ott Plankenfellser sicher belegt werden. Ihm folgt Caspar von Plankenfels, Christopher von Plankenfels und Ott von Plankenfels. Dieser starb  im Jahre 1546 ohne Erben. Die Hofmark ging auf Wolff von Weyhern über. Im Jahre 1576 ist Hans von Prandt als Hofmarksherr auf Hohentreswitz nachgewiesen. Die Prandts hatten bereits die Hofmarken Stein und Weihern inne. Ihnen folgte 1578 sein Sohn Hans von Prandt, von dem 1599 Hohentreswitz an Georg Friedrich Unruh überging. 1609 wurde das Gut von Wolf Heinrich von Trautenberg ersteigert. In den Wirren des Dreißigjährigen Krieges von 1618 bis 1648, der ein Konflikt um die Vorherrschaft im Heiligen Römischen Reich Deutscher Nation und in Europa und zugleich ein Religionskrieg war, kam es immer wieder zu Meinungsverschiedenheiten zwischen Trautenberg und der Obrigkeit. Der Krieg hatte 1621 die Oberpfalz erreicht, mit verheerenden Auswirkungen in wirtschaftlicher, gesellschaftlicher und kultureller Art. Das Amt Nabburg, zu dem Hohentreswitz gehörte, war davon stark betroffen. Um der „Wohltat der Auswanderung“ zu umgehen, wie es in der Amtssprache hieß, wechselte Trautenberg 1629 zum katholischen Glauben. Seine Nachfolger sind bis 1651 auf Hohentreswitz belegt. Bartholomäus Göring kaufte im selben Jahr das Gut, dem Johann Georg Göring nachfolgte. Im Jahre 1709 ist Servatij von Hartenstein Hofmarksherr auf Hohentreswitz in den Urkunden erwähnt, dem 1715 Michael Sebastian Boslarn folgte. 1744 wird Joachim Joseph Fick genannt, dann 1752 der Pfarrer von Oberviechtach, Joseph Stetting, dem 1772 Freiherr von Morawitzky folgte. 1780 berichten die Aufzeichnungen von Lizentiat Stengel, dann 1780 von Moritz von Stetting und 1803 besaß Joseph Schrott die Gutsherrschaft Hohentreswitz. Im Jahre 1804 kaufte Joseph Freiherr von Karg, der schon die Hofmark Trausnitz im Thal besaß, das Gut Hohentreswitz für 36 000 Gulden. 1848 wurde das grundherrliche Obereigentum im Zuge der Bauernbefreiung aufgehoben.

### Schloss Hohentreswitz
Das denkmalgeschützte Schloss Hohentreswitz befindet sich in Hohentreswitz 106.

### Pfarrei
Hohentreswitz wurde als Pfarrort im Jahre 1412 benannt. Laut der Visitationsprotokolle aus den Jahren 1582/83 war Hohentreswitz eine eigenständige Pfarrei, zu der die Filialkirche Gleiritsch gehörte. 1782 gehörte die Filialkirche Hohentreswitz (St. Bartholomäus) mit folgenden Dörfern, Weilern und Einöden zu Nabburg: Pamsendorf, Rappenberg, Löffelsberg, Fuchsendorf, Köttlitz (2 Höfe), Bornmühle, Aspachmühle und Götzenmühle.

### Schule
Die Anfänge der Volksschule reichen weit über das 19. Jahrhundert hinaus zurück. Die Schulen unterstanden meist kirchlicher Obhut. Sie befanden sich damit in privater Hand, der Schulbesuch war nur bestimmten Schichten möglich. Zum anderen sah ein Großteil der ländlichen Bevölkerung die Notwendigkeit der Schulbildung nicht ein. Mit dem Erlass der „Kurfürstlichen Schulordnung“ von 1770 und dem Schulmandat von 1771 unter dem Kurfürsten Maximilian III. Joseph startete die Regierung einen ersten Versuch, die allgemeine Schulpflicht einzuführen. Die Eltern sollten, so stand es in der Verordnung zu lesen, „wer immer sie sind (Standespersonen allein ausgenommen), ihre Kinder ohne Ausnahme in die öffentlichen Schulen“ schicken.
Ferner mangelte es an der organisierten Lehrerausbildung, die für ein solches Vorhaben eine wesentliche Grundlage darstellte. Im beginnenden 19. Jahrhundert besserte sich mit der Schaffung von Lehrerseminaren, wie zum Beispiel 1804 in Amberg, dieser Notstand. Mit dem unter Minister Maximilian von Montgelas in Angriff genommenen Reformwerk kam es zu einem zweiten Versuch, das Schulwesen neu zu organisieren. 1802 übernahm der Staat die oberste Schulaufsicht, verankerte im gleichen Jahr die allgemeine Schulpflicht und setzte 1803 die Sonntagsschulpflicht gesetzlich fest. Die lokale Schulaufsicht unterstand von nun an den Geistlichen. Der Ortspfarrer von Nabburg übte als Lokalschulinspektor die Aufsicht über den Lehrer und den Unterricht in Hohentreswitz aus, da der Ort zur Pfarrei Nabburg gehörte. Die neu eingeführte Schulpflicht verlangte den Schulbesuch „vom 6. bis vollstreckten 12. Jahre“ während des ganzen Jahres. Nach den sechs Werktagsschuljahren, musste der Unterricht, im Regelfall nach dem Sonntagsgottesdienst, an jedem Sonntag besucht werden. Die Bereitstellung von Räumlichkeiten stellte viele Schulgemeinden lange Zeit vor große Probleme. 1842 besuchten die Schule in Hohentreswitz 52 Werktagsschüler und 57 Sonntagsschüler.

## Steuerdistrikt und Gemeindebildung
Das Königreich Bayern wurde 1808 in 15 Kreise eingeteilt. Diese Kreise wurden nach französischem Vorbild nach Flüssen benannt (Naabkreis, Regenkreis, Unterdonaukreis usw.). Die Kreise gliederten sich in Landgerichtsbezirke. Die Bezirke wiederum sollten in einzelne Gemeindegebiete eingeteilt werden. 1811 wurde das Landgericht Nabburg in 58 Steuerdistrikte eingeteilt. Einer davon war Hohentreswitz, bestehend aus den Dörfern Hohentreswitz samt Schloss, Rappenberg, Löffelsberg, Aspachmühle, Stelzlmühle und Götzenmühle. Der Distrikt zählte insgesamt 46 Häuser mit 305 Einwohnern. Im gleichen Jahr gab es im Landgericht Nabburg 22 Obmannschaften, was im heutigen Sinn einer Gemeinde entspricht. Zur Obmannschaft  gehörten Hohentreswitz, Söllitz, Stein, Gnötzendorf, Oberpfreimd, Weihern, Rappenberg, Löffelsberg, Aspachmühle, Stelzlmühle und die „Stadt Pfreimd mit den unmittelbar ämtischen Untertanen“. Im Jahre 1828 gab es in der Landgemeinde Hohentreswitz 37 Wohngebäude mit 42 Familien und 187 Einwohnern. Folgende Ortschaften, Weiler und Einöden gehörten zur Gemeinde: Aspachmühle, Herdegen (Vermerk 1950: Name noch nicht amtlich verliehen), Hohentreswitz und Stelzmühle. „Die Umgliederung der ehemals zur Gemeinde Söllitz gehörenden Ortschaften Bornmühle und Fuchsendorf zur Gemeinde Hohentreswitz erfolgte 1946.“ Am 1. Januar 1971 wurde die Gemeinde Pamsendorf aufgelöst und in die Gemeinde Hohentreswitz eingegliedert.

## Auflösung der Gemeinde Hohentreswitz
Am 1. Mai 1978 erfolgte die Eingliederung der Gemeinde Hohentreswitz in die Stadt Pfreimd. Die Ortsteile Häuslberg und Trefnitz wechselten in die Gemeinde Guteneck. Grubhof, Tauchersdorf und Wiesensüß wurden in den Gemeindebereich der Stadt Nabburg eingegliedert.

## Sehenswürdigkeiten
- Expositurkirche St. Bartholomäus
- Schloss Hohentreswitz
- Windpark Pamsendorf

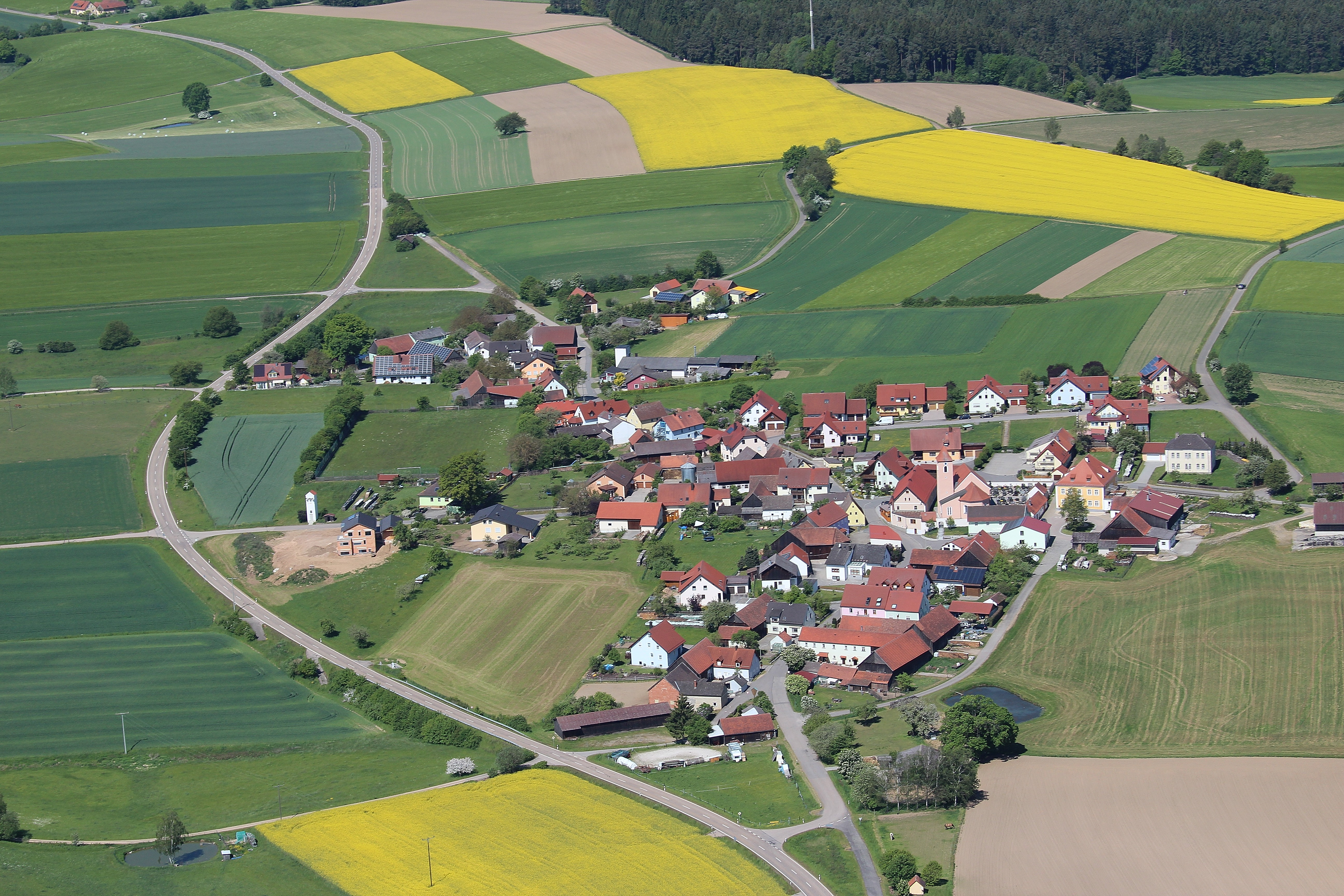
Hohentreswitz (2016)
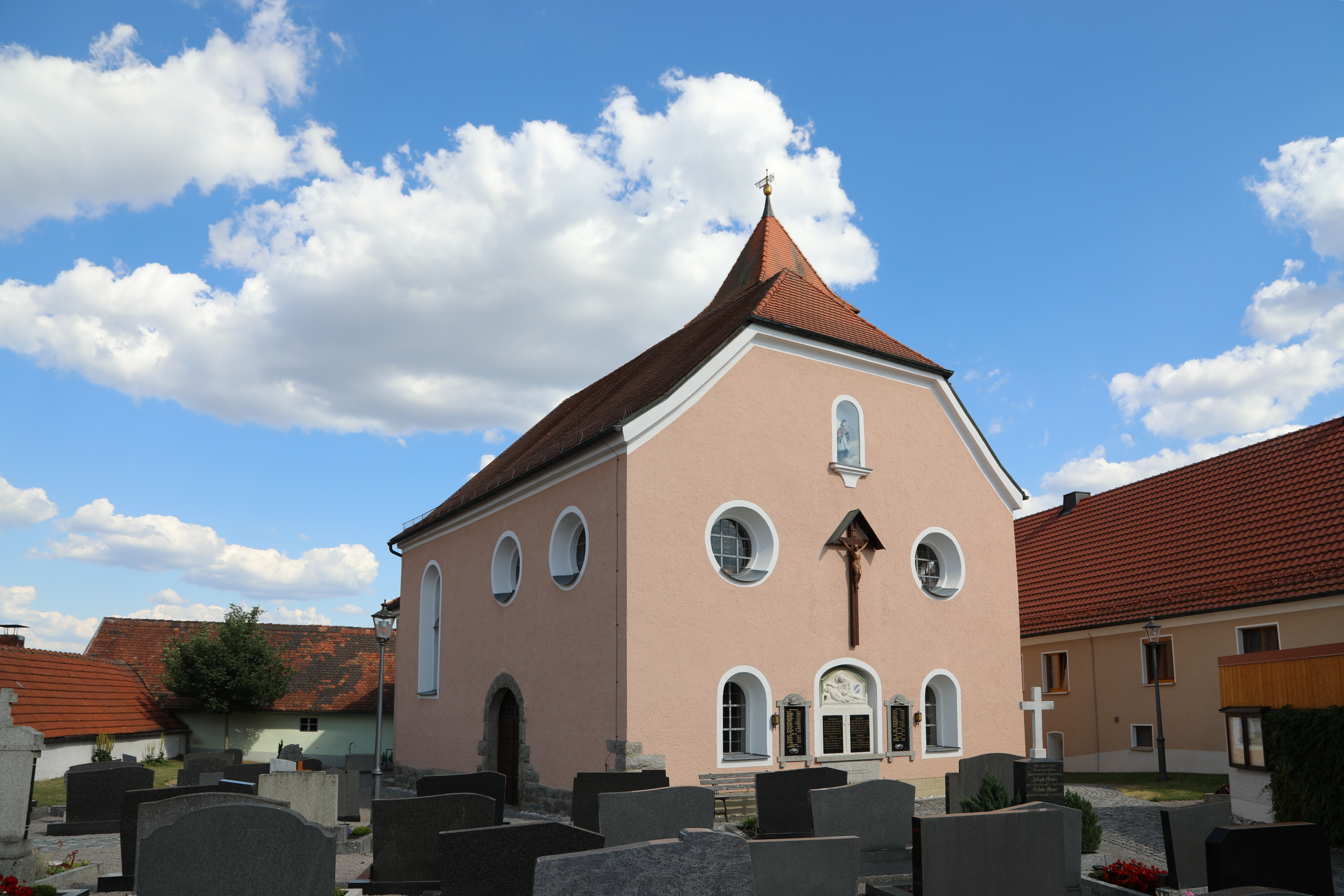
Kirche St. Bartholomäus
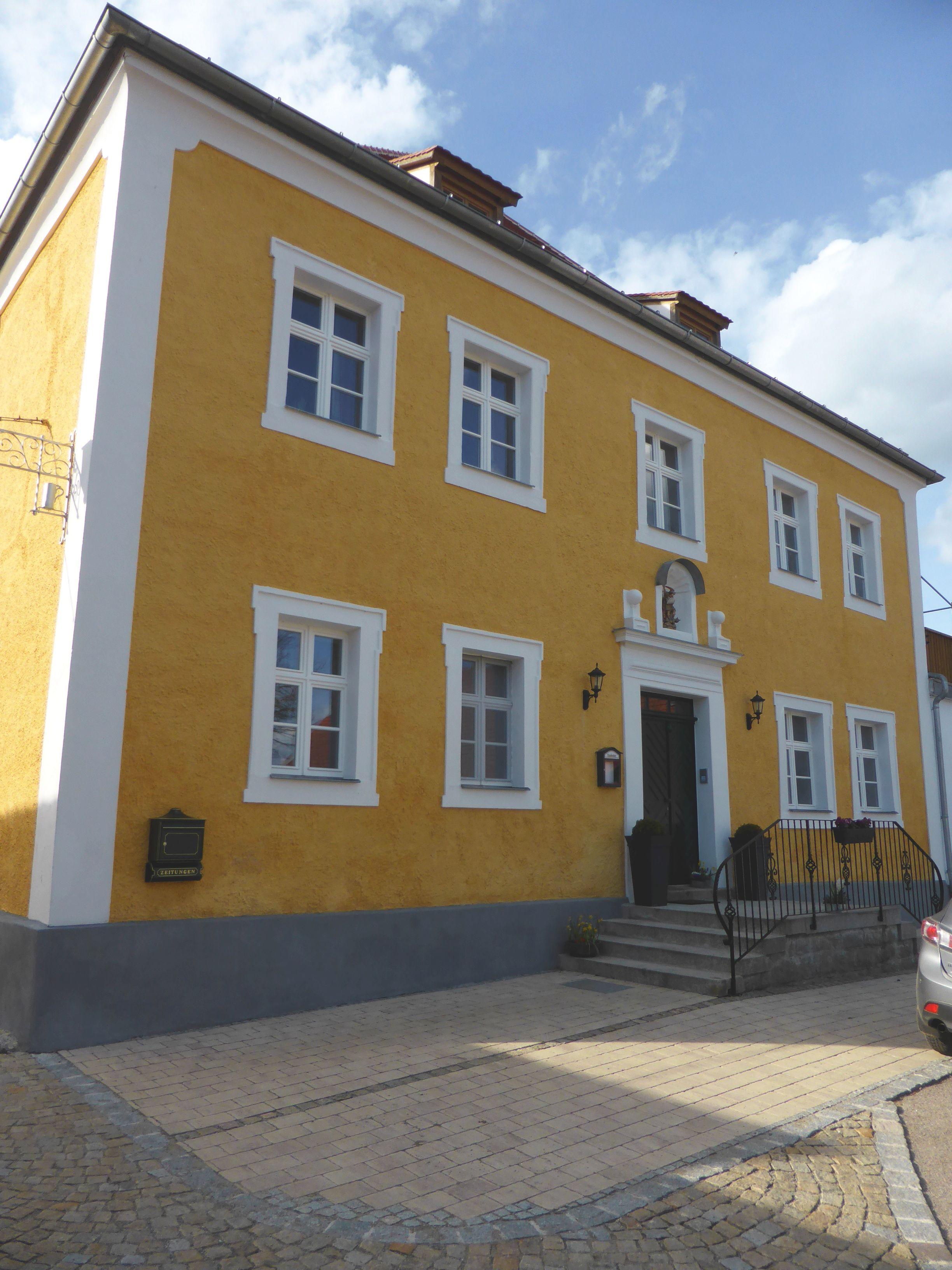
Ehemaliges Hofmarkschloss
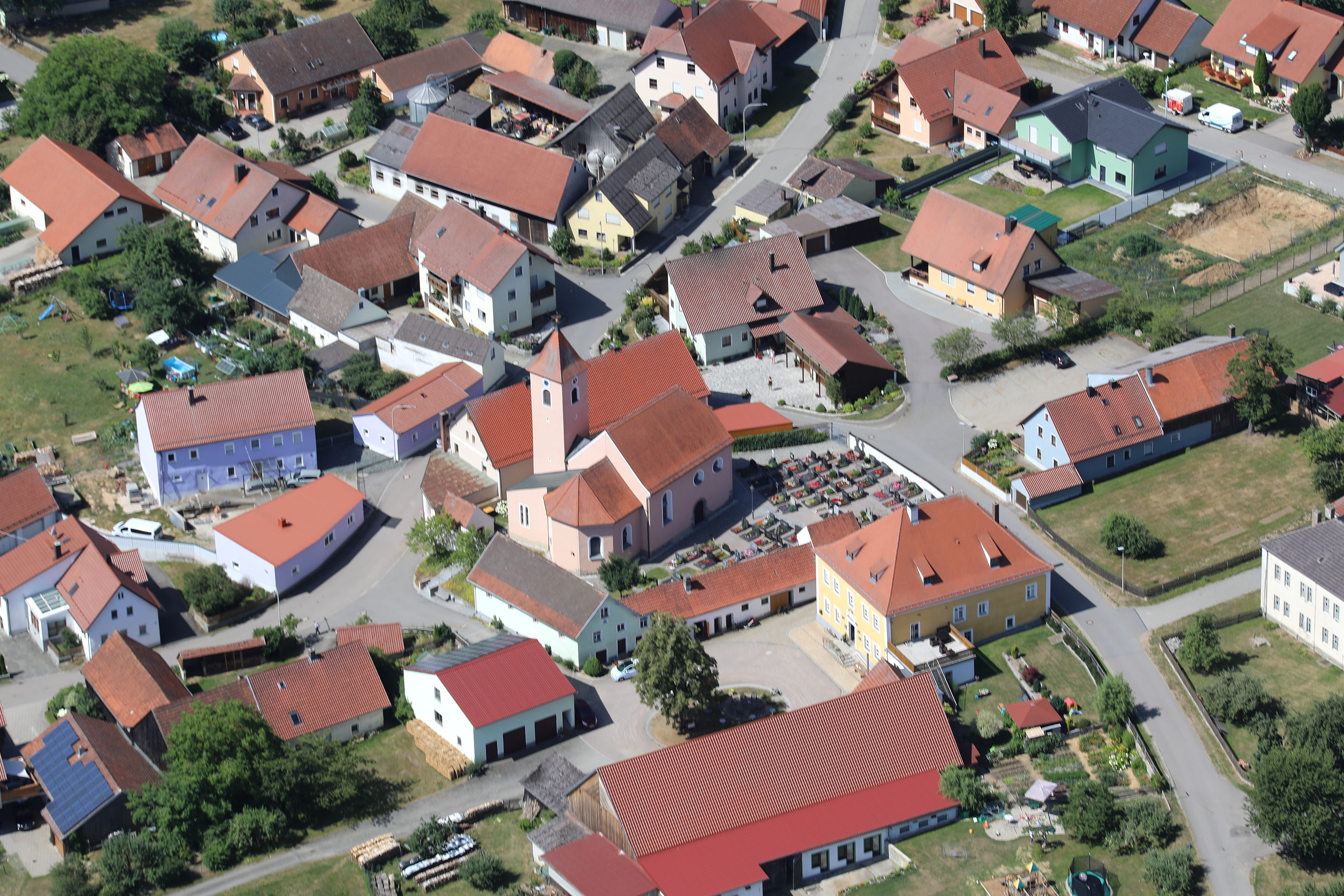
St. Bartholomäus und Hofmarkschloss (2022)